# جیم مولن
اندرو جیمز مولان (انگلیسی: Jim Molan؛ زادهٔ ۱۱ آوریل ۱۹۵۰) افسر (ارتش)، و سیاستمدار اهل استرالیا است. وی همچنین برندهٔ جوایزی همچون نشان استرالیا شده‌است.